# 광양 옥룡사지
광양 옥룡사지(光陽 玉龍寺址)는 대한민국 전라남도 광양시 옥룡면 추산리에 있는 남북국 시대 신라의 절인 옥룡사의 터이다. 1998년 8월 3일 대한민국의 사적 제407호로 지정되었다.
옥룡사지는 신라 말기의 뛰어난 고승이자 한국풍수지리의 대가인 선각국사 도선이 35년간 머무르면서 수백 명의 제자를 가르치다 입적한 곳으로 한국 불교역사에 매우 중요한 위치를 차지하고 있는 천년의 불교성지이다. 옥룡이라는 지명은 도선의 도호인 옥룡지에서 유래되었다고 전한다. 옥룡사는 신라 말에 조그만 암자였던 것을 도선국사가 864년에 중수하였으며, 수백 명의 사문들이 그의 법문을 듣고자 몰려들어 옥룡사파란 지파가 형성되자 몰려드는 인원을 수용하기 위해 인근에 운암사라는 사찰을 추가로 건립한 것으로 전해진다. 1878년 화재로 소실된 후 폐찰되었으며 현재 서 있는 대웅전은 1969년에 건립되었다. 옥룡사지에는 도선국사와 수제자인 통진대사의 비와 탑이 세워져 있었으나 1920년경에 모두 없어져 버리고 비문만이 탁본되어 《동문선》 등에 전해온다. 옥룡사지 주변에는 도선국사가 땅의 기운을 보강하기 위해 심었다는 것으로 전해 오는 동백나무 7천여 그루가 7ha에 거쳐 울창한 숲을 이루고 있다.

## 개요
광양 백계산(해발 505m)에 있는 옥룡사는 신라 경문왕 4년(864)에 도선국사가 세운 절이다.
전설에 의하면 이 절터는 큰 연못이었는데 이 연못에 9마리의 용이 살면서 사람들을 괴롭혔다. 이에 도선국사가 용을 몰아냈는데 유독 백룡만이 말을 듣지 않자, 지팡이로 용의 눈을 멀게하고 연못의 물을 끓게 하여 쫓아낸 뒤 숯으로 절터를 닦아 세웠다고 한다. 주위의 동백나무숲은 절을 세울 때 땅의 기운이 약한 것을 보충하려고 꾸몄으며, 제자들의 심신수련을 위해 차밭을 일궜다는 일화도 전해진다.
조선 후기에 화재로 타 버려 폐사되었다. 조사결과 건물터와 명문비조각 90여 점을 찾았고, 도선국사의 것으로 생각되는 유골과 관을 발견하였다.
당시 고승들의 장례 풍습을 알 수 있게 해주는 중요한 유적이다.

## 참고 자료
- 이 문서에는 다음커뮤니케이션(현 카카오)에서 GFDL 또는 CC-SA 라이선스로 배포한 글로벌 세계대백과사전의 내용을 기초로 작성된 글이 포함되어 있습니다.